# LW Весов
LW Весов (лат. LW Librae) — одиночная переменная звезда в созвездии Весов на расстоянии (вычисленном из значения параллакса) приблизительно 6553 световых лет (около 2009 парсеков) от Солнца. Видимая звёздная величина звезды — от +16,29m до +16,15m.

## Характеристики
LW Весов — пульсирующий белый карлик, переменная звезда типа GW Девы (ZZO) спектрального класса DO.